# Ficus subcostata
Ficus subcostata är en mullbärsväxtart som beskrevs av De Wild.. Ficus subcostata ingår i släktet fikonsläktet, och familjen mullbärsväxter. Inga underarter finns listade i Catalogue of Life.